# Robert Quitta
Robert Quitta (* 19. September 1955 in Wien) ist ein österreichischer Theaterregisseur  und Theaterleiter.

## Leben
Robert Quitta studierte Philosophie an der Universität Wien (Dissertation: Nietzsches Ende als Vollendung seiner Philosophie).
1989 gründet er den Verein „Österreichisches Theater“ und hat seither über 50 Inszenierungen realisiert.

## Theaterarbeit
Mit seinem Theaterverein „Österreichisches Theater“ versucht Robert Quitta seine eigenen Vorstellung von Theater umzusetzen. Seine Inszenierungen zeichnen sich dadurch aus, dass sie sich während des Probenprozesses entwickeln. Alle Mitwirkenden nehmen im Laufe dieses Prozesses Einfluss auf die Entwicklung des Stückes. Darüber hinaus bedient er sich weder eines geschriebenen Stücktextes, noch einer gewöhnlichen Theaterbühne.
Durch diese Arbeitsweise versucht Robert Quitta sich einer herkömmlichen Definition des Theaterbegriffes zu entziehen und ein neues Bewusstsein hinsichtlich des Stückes und Ortes zu schaffen und Erwartungen der Zuschauer zu brechen.

## Das Stück
Robert Quitta verwendet für seine Stücke „nichtdramatische Texte“, die er in anderen Genres und Gattungen findet und die er in eine eigene Dramaturgie montiert. Er bedient sich meist historischer Figuren und verwendet Originalzitate, die als Grundlage seiner Theaterstücke dienen. Es entsteht eine Textcollage, die in einer nicht dialogartigen Form vor allem während des Probenprozesses erarbeitet wird. 
Die Theaterarbeit von Robert Quitta könnte somit mit dem Begriff Postdramatisches Theater, der von Hans-Thies Lehmann geprägt wurde, in Verbindung gebracht werden, da der Text nicht mehr als Vorlage bzw. als alleinstehendes Werk gesehen wird, sondern seine Funktion vor allem in Verbindung mit einer Aufführungssituation erhält.

## Der Spielort
Der Ort, an dem Robert Quittas Theater stattfindet, nimmt eine eben so wichtige Funktion ein, wie der Text oder die Darsteller. Die Aufführungen finden an einem ausgewählten Ort statt, der sich thematisch stark mit den dargestellten Figuren verbinden lässt. Die Spielstätte (Theater) wird dadurch zu einem Teil der Handlung, ohne die das Stück in sich nicht geschlossen wäre. Die Produktion Galilei in der Sternwarte (1994) z. B. fand in der Universitätssternwarte Wien statt oder Lachendes Glück (1999) ließ er im Wiener Moulin Rouge aufführen.
Die jeweilige Spielstätte erhält somit eine gewichtige Aufgabe und wird Handlungsträger des Stückes.
Robert Quitta verwendet aber auch konventionelle, traditionelle Spielstätten wie z. B. bei dem Stück Julian und die Götter 1993 im Volkstheater (Wien).
Durch die Verwendung verschiedener Arten von Spielorten entsteht für Robert Quitta eine „Bi-Polarität“, die sich durch ortsspezifischen Eigenheiten einerseits und die fiktive Darstellung realer Orte andererseits auszeichnet.

## Auszeichnungen
- 1992: Förderungspreis zur Kainz-Medaille der Stadt Wien
- 2015: Premio Giornalistico Lorenzo D’Arcangelo, Festival della Valle d’Itria

## Werkverzeichnis
- 1989
  - „Kafka in Kierling“, Premiere: 3. Juni 1989, Theater im Konzerthaus
  - „Josef Roth in Paris“, Premiere: 1. Oktober 1989, Theater im Künstlerhaus
  - „Rimbaud im Bräunungsstudio“, Premiere: 7. Dezember 1989, Sun Club Strozzigasse

- 1990
  - “Malina auf dem Eislaufplatz”, Wiener EV
  - „Nijinskys Schweigen“, Premiere: 27. März 1990, Festsaal des Hotel Imperial (Wien)
  - “Dubcek trifft Pu Yi”, Schauspielhaus (Wien), Wiener Festwochen
  - „Wittgenstein in Trattenbach“, Premiere: 12. Juni 1990, Theater im Konzerthaus
  - „Cravans k.o.“, Wiener Stadthalle
  - „Lili und Arnold gehen zum Film“, Filmstudio Maxingstraße

- 1991
  - „Gretchen“, Virgilkapelle
  - „Pound in Pisa“, Theater im Künstlerhaus
  - „Onassis und Bloch“, Theater im Künstlerhaus
  - „Oscar Wilde und André Gide in Blida“, Schauspielhaus (Wien)
  - „Byron schwimmt“, Stadthallenbad

- 1992
  - „Penthesilea in der Reithalle“, Premiere: 27. Februar 1992, Wiener Reitinstitut
  - „Howard Hughes im Penthouse“, Premiere: 31. März 1992, Plaza Hotel, Suite 1013
  - „Platon in Syrakus“, Premiere: 17. Juni 1992, Theater im Konzerthaus

- 1993
  - „Da Ponte in New York“, Premiere: 18. Februar 1993, 2 Uhr früh, McDonald’s Schwarzenbergplatz 17, 1010 Wien
  - „Karl Marx in Algier“,[3] Premiere: 20. März 1993, 20 Uhr, Theater im Künstlerhaus
  - „Julian und die Götter“, Premiere: 11. Mai 1993, 20 Uhr, Volkstheater (Wien)
  - „Goldberg schläft-Farinelli singt-Gould spielt“, Premiere: 26. Juni 1993, 22 Uhr, Theater im Konzerthaus

- 1994
  - „Galilei in der Sternwarte“,[4] Premiere: 29. November 1994, Universitätssternwarte Wien

- 1995
  - „Tschechow in Badenweiler“, Premiere: 6. Juli 1995, Südbahnhotel, Semmering
  - „Die zwölfte Nacht“,[5] Premiere: 19. Dezember 1995, Theater des Augenblicks

- 1996
  - „Beckett im Altersheim“, Premiere: 26. März 1996, Theater im Künstlerhaus
  - „Rossini kocht“, Premiere: 28. Juni 1996, Hotel Intercontinental

- 1997
  - „Hitler in Hawaii“,[6] Premiere: 26. April 1997, Akademie der Bildenden Künste Wien, Aktsaal
  - „Racine reitet“, Theater im Künstlerhaus

- 1998
  - „Ovid fischt“,[7] Premiere: 16. April 1998, Theater im Künstlerhaus
  - „Artaud in Rodez“, Premiere: 17. November 1998, Theater des Augenblicks

- 1999
  - „Lachendes Glück“[8], Premiere: 27. März 1999, Moulin Rouge Wien
  - „Stalin im Vatikan“, Premiere: 5. November 1999, Katakomben Schottenstift Wien

- 2000
  - „Koan“, dietheater Künstlerhaus Wien
  - „Brecht bekehrt sich“,[9] Theater des Augenblicks

- 2001
  - „Adieu Europa“,[10] Anatomiesaal der Akademie der Bildenden Künste Wien
  - „Winkelmann wird geschlachtet“, Theseustempel im Volksgarten Wien
  - „Niemand“, dietheater Künstlerhaus

- 2002
  - „Feydeau im Irrenhaus“,[11] Foyer des Jugendstiltheater Wien
  - „Nestroy lacht“[12][13] dietheater Künstlerhaus

- 2003
  - „Jünger und Nabokov jagen“,[14] dietheater Künstlerhaus
  - „Büchner seziert“[15] Theater des Augenblicks

- 2004
  - „Tolstoi in Astapovo“,[16] Bahnhof Pulkau
  - „Molière stirbt“,[17][18] Jugendstiltheater Wien Wiener Festwochen
  - "Strindberg experimentiert",[19] Theater im Konzerthaus

- 2005
  - „D’Annunzio über Wien“, Premiere: 25. Juli 2005, Flugzeughangar am Flugplatz Spitzerberg

- 2006
  - „Celan im Schwarzwald“[20][21], Premiere: 18. Jänner 2006, Theater des Augenblicks
  - „Freud analysiert sich“[22], Premiere: 9. Dezember 2006, Theater im Nestroyhof

- 2013
  - "Zarathustra sprach", (in deutscher Sprache), Österreichisches Kulturforum, Teheran
  - "Zartosht doft", (in persischer Sprache), Garten des Musikmuseums, Teheran